# فتيات كشافة جورجيا (ضياء)
فتيات كشافة جورجيا هي المنظمة الوطنية الكشفية الإرشادية في جورجيا. تحوي المنظمة حوالي 805 عضوا (اعتبارا من 2006). المنظمة للفتيات فقط أصبحت عضوا منتسبا إلى الجمعية العالمية للمرشدات وفتيات الكشافة في عام 1999.

## الموقع الرسمي
- الموقع الرسمي